# Cisneros
Cisneros – gmina w Hiszpanii, w prowincji Palencia, w Kastylii i León, o powierzchni 63,29 km². W 2011 roku gmina liczyła 498 mieszkańców.